# Атырау (газета)
Атырау — общественно-политическая газета Атырауской областной администрации и маслихата. Первый номер газеты вышел 1 апреля 1923 года под названием «Ерик», затем — «Жұмыскер тілі» (с августа 1924), «Социалистік құрылыс» (с ноября 1930), «Коммунистік еңбек» (с мая 1963), «Жем жұмысшылары» (с сентября 1963). С 30 июня 1990 года — «Атырау». Газета освещает вопросы нефтегазового комплекса, ход экономических и социальных реформ в области и т. д.